# Canna liliiflora
Canna liliiflora là một loài thực vật có hoa trong họ Cannaceae. Loài này được Warsz. ex Planch. mô tả khoa học đầu tiên năm 1855.

## Hình ảnh

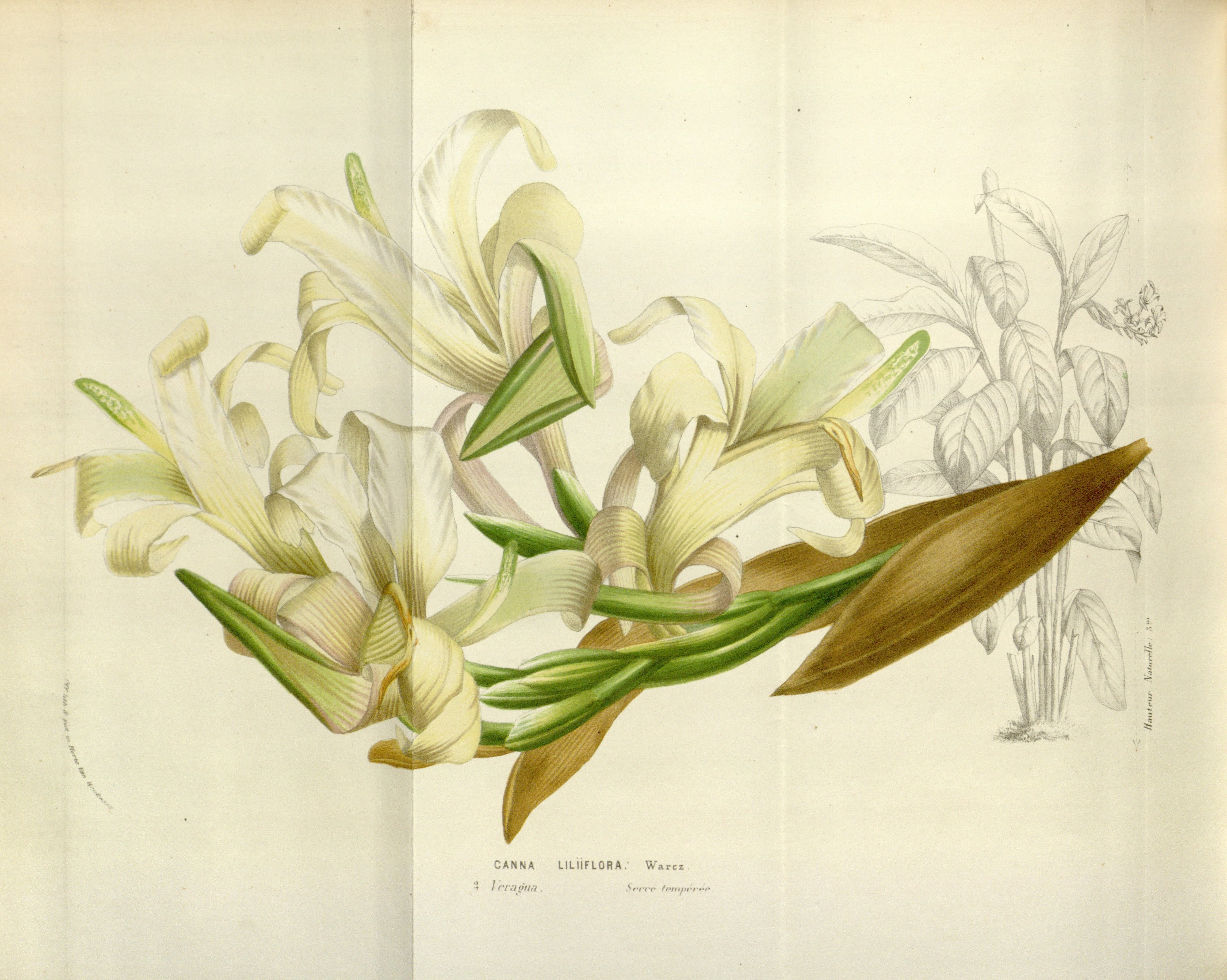